# Palazzetto dello Sport
El Palazzetto dello Sport es un pabellón multifuncional situado en la ciudad de Roma. Es utilizado principalmente para la práctica de distintos deportes. Fue diseñado por el arquitecto Annibale Vittellozzi y por el ingeniero Pier Luigi Nervi, y fue construido entre 1958 y 1960 como recinto para los Juegos de la XVII Olimpiada. Es la sede del equipo de baloncesto Virtus Roma, así como de los equipos de voleibol Roma Voley y Club Italia.
Debido a su ubicación cerca del viale Tiziano, también es denominado popularmente en Italia como PalaTiziano.

## Notas históricas

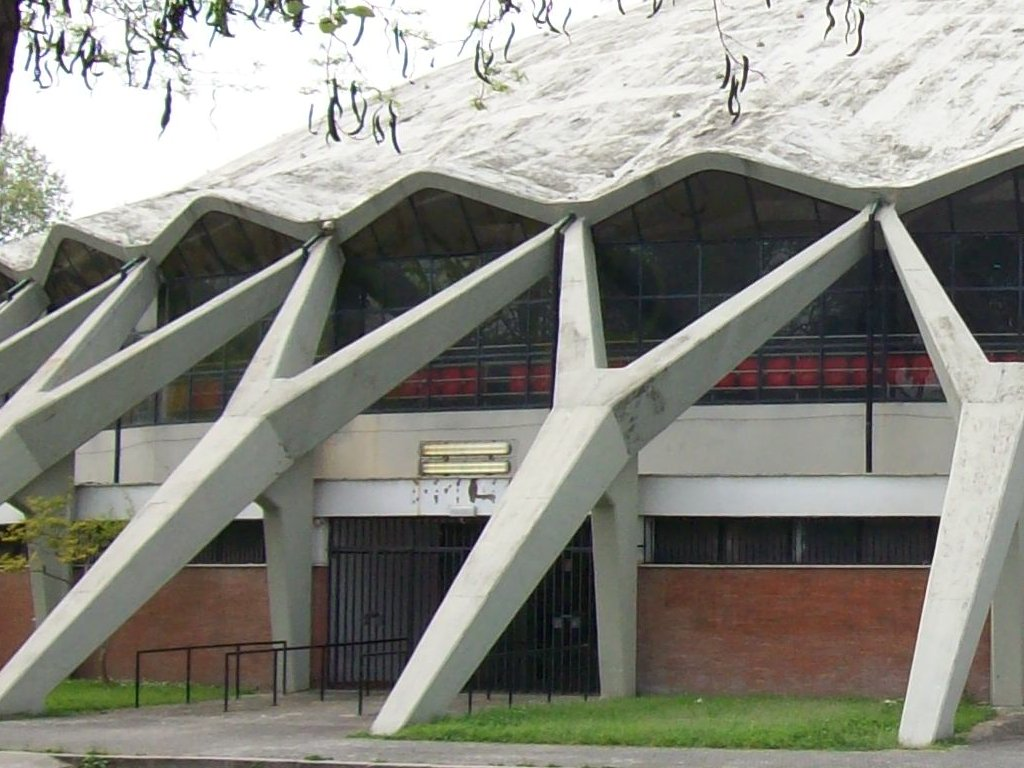
Detalle de los caballetes de sostenimiento de la cúpula en forma de "Y"

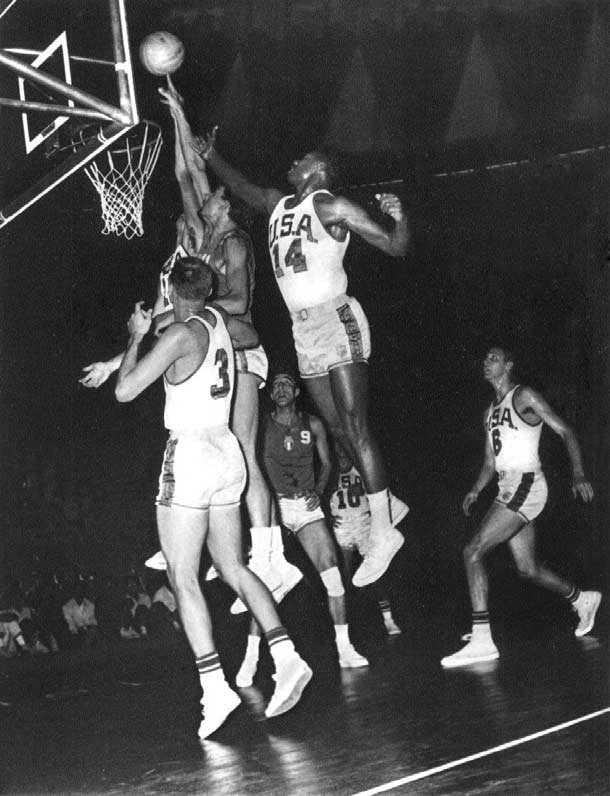
Encuentro de baloncesto entre las selecciones de Estados Unidos e Italia durante los Juegos Olímpicos de Roma en 1960.